# Lenguas nukuma
Las lenguas nukuma son una pequeña subfamilia de tres lenguas claramente emparentadas:
El kwoma, el kwanga y el seim (mende).
Malcolm Ross las clasificó dentro del grupo Sepik medio de las lenguas del río Sepik del norte de Papúa Nueva Guinea.

## Comparación léxica
Los numerales en diferentes lenguas nukuma:
| GLOSA | Kwanga      | Kwoma         | Mende (Seim) | PROTO- NDU       |
| ----- | ----------- | ------------- | ------------ | ---------------- |
| '1'   | funda       | pochi/ pondat | namdar       | *pon-dat         |
| '2'   | fisi        | upurus        | friʃip       | *ɸɨrɨ-si         |
| '3'   | namili      | purachara     | nalmingrip   | *nalmi-          |
| '4'   | opuriʔopuri | dupura kapura | tɔβrɔkaβrɔ   | *to-ɸɨra ka-ɸɨra |
| '5'   | tapaʔaŋi    | yoko tapa     | tɔs-taβa     | *tos-tapa        |
| '6'   | 5+1         | 5+1           | 5 βajɔk 1    | *5+1             |
| '7'   | 5+2         | 5+2           | 5 βajɔk 2    | *5+2             |
| '8'   | 5+3         | 5+3           | 5 βajɔk 3    | *5+3             |
| '9'   | 5+4         | 5+4           | 5 βajɔk 4    | *5+4             |
| '10'  | 5+5         | 5+5           | 5 kas taβa   | *5+5             |